# Susanna Gossweiler

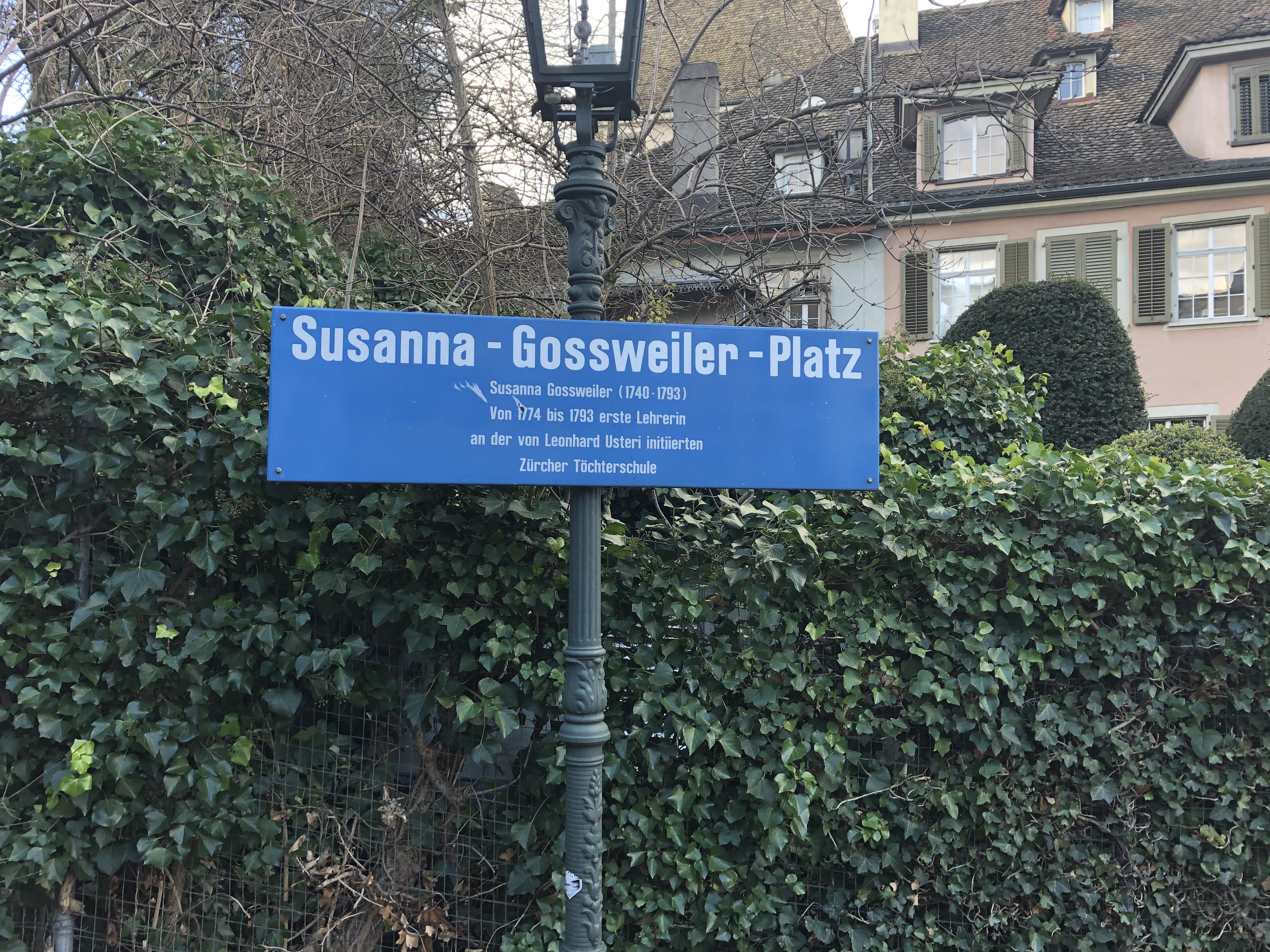
Schild am Susanna-Gossweiler-Platz

 Susanna Gossweiler  (* ca. 8. Dezember 1740 in Zürich; † im Juli 1793 ebenda) war die erste Lehrerin und Leiterin der Zürcher Töchterschule und Pionierin für Ausbildung von Mädchen in Zürich.

## Leben
Susanna Gossweiler war das sechste von insgesamt siebzehn Kindern des Seidenherrn Hans Konrad Gossweiler und seiner Frau Ursula, geb. Hess. Von den elf Geschwistern überlebten nur sieben.
Im August 1758 musste der Vater den Konkurs seines Geschäftes anmelden. Susanna musste als Achtzehnjährige ihren Lebensunterhalt selbst verdienen und begann, Privatunterricht zu erteilen. Sechzehn Jahre später wurde Susanna Gossweiler 1774 zur ersten Lehrerin des Zürcher Töchterinstituts gewählt, gleichzeitig wurde sie deren Leiterin und damit Nachfolgerin des Schulgründers Leonhard Usteri (1741–1789). Usteri hatte die Schule 1774 im Chorherrengebäude des Grossmünsters eröffnet. Er hatte eine Lehrerin mit gutem Leumund gesucht, die «von guten Sitten» war, einen «geduldigen, sanften Humor» sowie einen «gesunden Verstand» habe und sowohl «eine leserliche Hand» habe wie auch «wohl rechnen» könne. Später wurde die Schule auch «Gossweilersche Schule» genannt.
Susanna Gossweiler setzte sich «für eine standesübergreifende Erziehung der Mädchen als Hausfrau, Gattin und Mutter und für eine aufklärerisch-christlich inspirierte Charakterbildung ein»; sie erkannte, wie wichtig die Förderung der Mädchen für deren Selbstständigkeit und gesellschaftliche Besserstellung war. Sie genoss in ihrem Amt als Lehrerin und Schulleiterin, «das sie bis zu ihrem Tod im Jahre 1793 ausübte, grosses Ansehen.» Ihre Lehrtätigkeit trug entscheidend dazu bei, dass auch in anderen Schweizer und europäischen Städten ähnliche Schulen gegründet wurden.

## Würdigung
In Markus Lutzʼ Nekrolog denkwürdiger Schweizer aus dem achtzehnten Jahrhundert für «Freunde vaterländischer Kultur und Geschichte» aus dem Jahr 1812 sind neben neunhundert Männern auch vier Frauen aufgeführt. Eine von ihnen ist Susanna Gossweiler, die dadurch schon 20 Jahre nach ihrem Tod eine anerkannte schweizerische Persönlichkeit war. Der Autor schreibt über sie:

«Früh zeigte sie vorzügliches Geschick und Talente für den Beruf, dem sie sich in der Folge widmete, nämlich einen feinen Beobachtungsgeist, Liebe zur Wahrheit und richtigen Kenntnissen, Hang zur nützlicher und edler Thätigkeit nebst einem rühmlichen Streben, sich immer mehr in allem Wissenswürdigen zu vervollkommnen. Das Lesen guter Schriften und ihr Umgang mit Gebildeten nützten ihr ungemein zu diesem Zwecke und förderten ihre Ausbildung […] Mit ganzer Seele lebte sie für das Institut und dessen Aufnahme und Vervollkommnung, bewieß sich als eine religiöse, tugendhafte und pflichttreue Lehrerin volle 19 Jahre hindurch und starb im August 1793. Ihrer dankbaren Schülerinnen Empfindungen über ihren Verlust ergossen sich in einem Trauer- und Lobgesang an ihrem Beerdigungstage, den 23. August.»

Am 16. Juni 2004 stimmte der Stadtrat Zürcher Stadtrat einem Antrag der Strassenbenennungskommission zu und benannte den bisher namenlosen kleinen Platz oberhalb des Rehgässchens hinter dem Haus «zum Rech» im Kreis 1 «Susanna-Gossweiler-Platz».